# Suctobelbella geometrica
Suctobelbella geometrica är en kvalsterart som först beskrevs av Balogh och Sandór Mahunka 1974.  Suctobelbella geometrica ingår i släktet Suctobelbella och familjen Suctobelbidae. Inga underarter finns listade i Catalogue of Life.